# Nachal Sal'am
Nachal Sal'am (hebrejsky נחל סלעם) je vádí v jižním Izraeli, na pomezí severovýchodního okraje Negevské pouště a v Judské poušti.
Začíná v nadmořské výšce okolo 600 metrů v kopcovité neosídlené pouštní krajině, cca 2 kilometry severovýchodně od města Arad. Směřuje pak k severovýchodu. Vede okolo hory Har Menachem, poté vstupuje do nevelké sníženiny Bik'at Kana'im, kde ústí zprava do vádí Nachal Rachaf, které jeho vody odvádí do Mrtvého moře.